# Crónica para un futuro (película)
Crónica para un futuro es un largometraje cinematográfico argentino del año 1967 precursor del género falso documental. Fue escrito y dirigido por Carlos Alberto Aguilar, protagonizado por Marcelo Laferrère y narrado por Sergio Renán.
La película presenta las características de los productos de la empresa Fiat Concord –automóviles y trenes– a partir de las desventuras de ficción de un periodista que emprende un viaje desde la Ciudad de Buenos Aires hacia la Provincia de Córdoba, para realizar un informe del funcionamiento de la fábrica ferroviaria de dicha provincia.
El largometraje fue doblado a 4 idiomas para su distribución internacional (español, inglés, italiano y portugués) y la avant premiere se realizó en el Teatro Ópera el 4 de septiembre, presentado por un evento especial a cargo de la Compañía de Folclore de Ariel Ramírez, con las participaciones de Jaime Torres, Las Voces Blancas y el dúo Navarro-Rojas.

## Producción
| Esta es la crónica simple y sencilla de miles de personas que aún diseminadas en núcleos diversos en distintos lugares del país, están unidas estrechamente en un mismo espíritu y en un mismo quehacer, formando una gran familia; constituyendo una comunidad de trabajo con vocación de servicio dentro de la gran comunidad nacional, de la que toma sus alientos vitales y a la que devuelve, en bienes y servicios útiles a su progreso y bienestar, el fruto humano de su inteligencia, de su voluntad y de su esfuerzo. Esta es la imagen viva de FIAT CONCORD. —Prólogo de la película. |

Con el apoyo del director ejecutivo de Fiat Concord, Oberdan Sallustro, el film fue producido especialmente para celebrar el quincuagésimo aniversario de Fiat Ferroviaria y el décimo aniversario de Materfer –su planta industrial en la Provincia de Córdoba–, convirtiéndose en la primera y única película institucional de Fiat Concord.
Los rodajes fueron filmados en Eastmancolor y se desarrollaron en la Ciudad de Buenos Aires y Córdoba, contando con diversas escenas en el Castillo de Wilkins (Tanti, Valle de Punilla), donde también se hospedó el equipo de producción.